# Kira Rudîk
Kira Oleksandrivna Rudîk (în ucraineană Кі́ра Олекса́ндрівна Ру́дик; n. 14 octombrie 1985, Ujhorod, RSS Ucraineană, URSS) este o politiciană ucraineană,  actual lider al partidului politic „Holos” („Vocea”) și din 2019 membru al parlamentului ucrainean.

## Biografie
Născută la 14 octombrie 1985 la Ujhorod, Rudîk a absolvit în 2008 Facultatea de Informatică a Academiei Kîiiv-Mohîla cu o diplomă în Sisteme și Tehnologii de Control Informațional. Ea a lucrat în mai multe companii IT din Ucraina și Statele Unite și a trecut de la o poziție de testare la una de management de top.
În 2005 și-a început cariera IT ca tester de software la Software MacKiev, iar în 2010 a trecut pe o funcție de conducere la MiMedia (2010—2013) și TechTeamLabs (2013—2016). În 2016 a devenit directorul operațional principal al Ring Ukraine. Rudîk a fost COO al Ring Ukraine, o divizie a Ring Inc. cumpărată de Amazon în 2018.
Rudîk a participat la alegerile parlamentare ucrainene din 2019 fiind a treia în listele partidului Holos și a fost aleasă ca deputat. După ce Sveatoslav Vakarciuk a demisionat din funcția de lider al Holos la 12 martie 2020, Rudîk a fost aleasă în locul lui.
La congresul partidului Holos din 29 iulie 2021, 7 dintre parlamentarii partidului au fost excluși din partid. 5 dintre ei aveau deja declarații scrise de a părăsi partidul. Acești 5 erau nemulțumiți, potrivit lor, de „consolidarea controlului Kirei Rudîk asupra partidului”.